# محمد ولد بدين احريمو
محمد ولد بدين احريمو هو صحفي موريتاني، من مواليد نهاية الثمانينيات بالقرن الماضي، عمل مذيعاً للأخبار في الإذاعة الوطنية الرسمية في موريتانيا.

## الدراسة
درس بكلية الاقتصاد ـ شعبة التسيير في جامعة نواكشوط، ثم التحق بالمعهد العالي للصحافة والإعلام بالمغرب.

## العمل
عمل منتجا تنفيذيا لأفلام وثائقية عديدة، بثت على بعض القنوات العربية، وعمل كاتب سيناريو وسكريبت و Voice Over Arts متعاونا مع شركات إنتاج وقنوات.
أنتج عدة أفلام وثائقية في بلدان إفريقية عدة بواسطة البروفايدر صحراء ميديا، والتي عمل رئيس تحرير بشبكتها (الإذاعة والموقع). التي تبث في موريتانيا.
عمل في التلفزة الموريتانية / القناة الأولى (الموريتانية) مذيعا رئيسيا لنشرات الأخبار وقدم لقاءات مع الرئيس الموريتاني محمد ولد عبد العزيز، من بينها لقاء الشباب السنوي والرئيس. 
عمل مراسلا لقناة روسيا اليوم من موريتانيا فترة الانتخابات الرئاسية يونيو 2014 ثم التحق بالقناة في موسكو مذيعا أساسيا لنشرات الأخبار السياسية.